# Hans Karl (Politiker, 1890)
Johann Karl (* 6. August 1890 in München; † 12. Januar 1973 in Degerndorf a. Inn) war ein deutscher Politiker (CSU).

## Werdegang
Karl wurde 1946 von der amerikanischen Militärregierung als Landrat des Landkreises Passau eingesetzt und bei späteren Wahlen mehrfach bestätigt. Er blieb bis 1964 im Amt. Von 1950 bis 1958 war er Abgeordneter im Bayerischen Landtag.